# Жвачкин, Сергей Анатольевич
Серге́й Анато́льевич Жва́чкин (род. 20 января 1957, Молотов, СССР) — российский политический и государственный деятель. Губернатор Томской области (17 марта 2012 — 10 мая 2022). Депутат Думы Томской области (1999—2007). Президент ОАО «Востокгазпром» (1999—2004). Генеральный директор ОАО «Томскгаз» (1995—1999).

## Биография
В 1979 году окончил факультет промышленного и гражданского строительства Тюменского инженерно-строительного института.
В 1979—1984 годах работал сначала мастером, затем прорабом, главным инженером, начальником строительно-монтажного управления № 3 треста «Томскнефтестрой» ПО «Томскнефть».
В 1983 году окончил факультет организаторов промышленного производства и строительства Горьковского инженерно-строительного института.
Инструктор Стрежевского горкома КПСС (1984–1985).
С 1985 года — заместитель управляющего треста «Томскгазстрой» Главтрубопроводстроя.
В 1985—1987 годах являлся заместителем начальника НГДУ «Васюганнефть» ПО «Томскнефть». С 1987 года по 1994 год занимал должность управляющего трестом «Томскнефтестрой» ОАО «Томскнефть». Секретарь парткома треста «Томскнефтестрой» (1987–1989). В 1991 году окончил Академию народного хозяйства в Киле (Германия). 
С января 1995 года являлся генеральным директором ОАО «Томскгаз». С апреля 1999 по август 2004 года — президент ОАО «Востокгазпром».
Являлся депутатом Думы Томской области второго и третьего созывов (1999—2007) от двухмандатного Северного избирательного округа № 17, состоял во фракции «Единая Россия». Работал в комитете по экономической политике. Входил в состав постоянной комиссии по вопросам природных ресурсов, нефтегазового комплекса и энергетике.
В августе 2004 года Сергей Жвачкин был назначен на должность генерального директора ООО «Кубаньгазпром», являющегося дочерним предприятием ОАО «Газпром» и работающего на территории Кубани, Ростовской области и Республики Адыгея. Географическая удаленность от Томской области не прервала депутатской деятельности Жвачкина. Он продолжал участвовать в работе комитета по экономической политике областной думы вплоть до истечения своих депутатских полномочий в марте 2007 года.
В апреле 2007 года назначен на должность генерального директора ООО «Газпром трансгаз-Кубань» (с июля 2011 года — «Газпром трансгаз Краснодар»).
Во время работы на Кубани Сергей Жвачкин реализовал международные экспортные проекты «Газпрома». «Газпром трансгаз Краснодар» стал оператором газопроводов «Голубой поток» и «Южный поток».
С 1999 по 2004 и с февраля 2012 года — президент футбольного клуба «Томь».
7 февраля 2012 года тогдашний президент РФ Дмитрий Медведев предложил Томской областной думе кандидатуру Жвачкина для утверждения на пост губернатора Томской области. 15 февраля Дума Томской области утвердила Сергея Жвачкина на посту губернатора. За его кандидатуру проголосовали 32 депутата из 39. Инаугурация прошла 17 марта.
С мая 2013 года — председатель попечительского совета Национального исследовательского Томского государственного университета. 
С июля 2014 года — председатель наблюдательного совета Национального исследовательского Томского политехнического университета. Председатель попечительского совета Губернаторского Светленского лицея.
С 3 октября 2013 по 9 апреля 2014 — член президиума Государственного совета Российской Федерации.

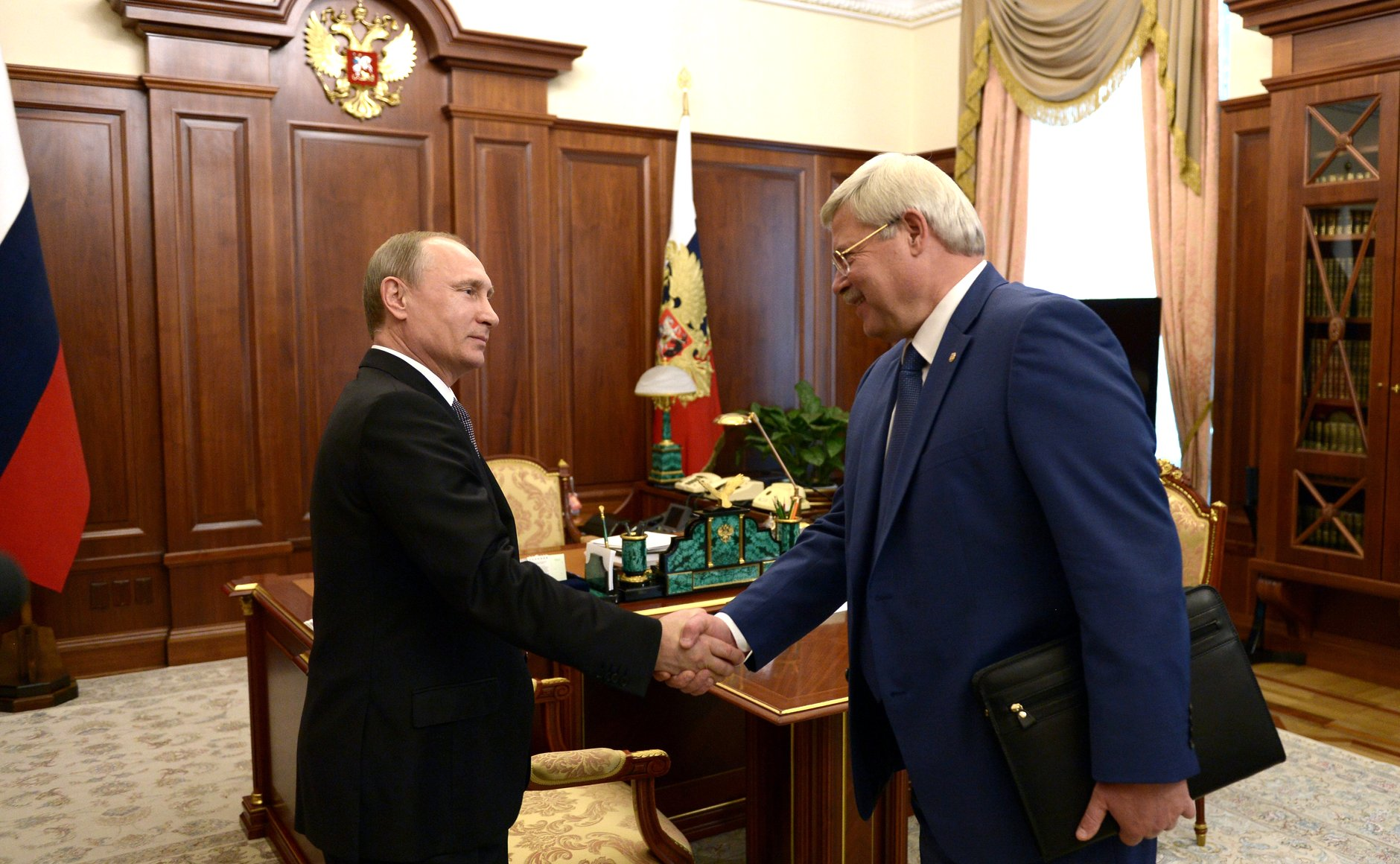
Встреча с Президентом России
Владимиром Путиным, 7 июля 2015 года

В марте 2015 года местная томская телекомпания ТВ2 обнародовала на своем сайте данные, о том, что Сергей Жвачкин являясь действующим губернатором, владеет долей в ООО «Таежное», которое находится в поселке Каргасок Томской области. Согласно федеральному закону «О государственной гражданской службе РФ» Жвачкину как действующему губернатору запрещено заниматься предпринимательской деятельностью. Департамент информационной политики администрации Томской области сообщил, что Сергей Жвачкин действительно владеет долей в уставном капитале ООО «Таежное». «Однако в полном соответствии с законом он передал эту долю в 2012 году в доверительное управление сроком на пять лет, что не лишает губернатора права собственности на переданную долю. Неудивительно, что сведения о его собственности отражаются в базах данных», — пояснили в департаменте. Вместе с тем в обладминистрации подчеркнули, что публиковать сведения о доходах от этой деятельности в декларации глава региона не обязан, так как они не превышают общий доход за три последних года.
21 февраля 2017 года назначен Президентом России Владимиром Путиным временно исполняющим обязанности Губернатора Томской области до вступления в должность избранного губернатора.
10 сентября 2017 года всенародным голосованием избран губернатором на второй срок, набрав 60,58 % голосов. Инаугурация прошла 18 сентября.
10 мая 2022 года подал в отставку с поста губернатора Томской области, которая в тот же день была принята Президентом Владимиром Путиным.
С июля 2022 года — советник Председателя Правления ПАО «Газпром».
Является академиком Российской инженерной академии и членом-корреспондентом Академии технологических наук РФ. Член партии «Единая Россия».

## Награды
- Медаль «За освоение недр и развитие нефтегазового комплекса Западной Сибири»[3] (1985)[2].
- Благодарность Президента РФ (1996)[3]
- Заслуженный работник Министерства топлива и энергетики РФ (1997)[2][3].
- Орден Почёта[3] (1999)[2].
- Благодарность Правительства РФ (2000)[3]
- Почётный работник газовой промышленности РФ (2000)[2][3].
- Орден Русской православной церкви «Святого благоверного князя Даниила Московского» II и III степеней[3] (2001, 2002)[2].
- Золотой знак «Лучший менеджер России» (2001, 2003)[2].
- Почётный гражданин Томской области (2004)[3]
- Почётная медаль «За заслуги в деле защиты детей России» (2014)[32]
- Орден Дружбы (2016)[33]
- Орден Александра Невского (2022)[34].

## Семья
Женат, имеет двух дочерей. По состоянию на 2017 год супруга владела недвижимостью на территории Украины (земельный участок в составе дачных объединений площадью 31,72 сотки с дачным домом площадью 277,6 квадратных метра). Одна из дочерей Жвачкина Анастасия, замужем за Антоном Астаховым, сыном известного адвоката и телеведущего Павла Астахова. После свадьбы взяла фамилию своего мужа. В ноябре 2022 года Астахов-младший был приговорен Фрунзенским районным судом Саратова к 3,5 года колонии общего режима по части 4 статьи 159 УК РФ (мошенничество, совершенное организованной группой либо в особо крупном размере).

## Увлечения
Охота, рыбалка. Главное хобби Сергея Жвачкина – художественная фотография. Во всех поездках губернатора сопровождает любимый фотоаппарат Canon. Основная тематика фоторабот – родная природа, животный мир, лесные растения, подводный мир (фотографирование коралловых рыб и гидробионтов), архитектурные и религиозные достопримечательности.